# Émile Wenz
Pour les articles homonymes, voir Wenz.
Émile Wenz (1863-1940) est un négociant en laine français, pionnier de la photographie aérienne en France par l'utilisation de cerfs-volants

## Biographie
Émile est le fils ainé d'Émile Wenz (1834-1926), négociant en laine à Reims, et de Marie Dertinger (1839-1925). Les autres enfants du couple sont : Frédéric Wenz (1865-1940), peintre et ami de Henri de Toulouse-Lautre ; Paul Wenz (1869-1939), un baroudeur qui émigre en Australie et devient écrivain australien de langue française ; Alfred (1872-1947) et Aline (1873-1958).
| - Frédéric, Paul, Émile, Alfred, Aline en 1872. - Émile (père), Frédéric, Paul, Alfred, Aline vers 1910. |

Émile se marie en 1888 avec Marie Pauline Chaponnière (1861-1945), née à Marseille. De leur union naissent trois enfants : Marguerite (1889-1988) ; Jean (1890-1916) ; Isabelle (1893-?).
Comme c'était la coutume, il entre dans l'entreprise familiale de négoce en laine au plus bas niveau pour apprendre tous les rouages de l'organisation. Plus tard, au décès de son père en 1926, Émile et son frère cadet, Alfred, prennent la direction de la société.
Émile avait une forte personnalité et il était passionné de sciences et techniques. À 21 ans, en 1884, ans il fait un tour du monde. Il publie le récit de ce voyage en 1886. Le musée de Reims fut enrichi par des objets qu'il ramenait, et en particulier par une momie des temps pharaoniques.
Depuis environ 1880, il était passionné par la photographie et fit paraître de nombreuses études dans les Travaux de l'Académie nationale de Reims, dont il fut élu membre titulaire en 1913.
Il participa également à l'organisation de la première Grande Semaine d'aviation de la Champagne en 1909, la première au monde.

## La photographie avec cerf-volant
La photographie aérienne sous cerf-volant débute en 1888 avec Arthur Batut. L'appareil photographique, initialement accroché au cerf-volant et le déclenchement par l'aide d'une mèche, était trop tributaire des mouvements de ce dernier. Émile Wenz perfectionne la méthode en se servant de l’électricité pour le déclenchement, du bambou pour le cadre du cerf-volant et il remplace le papier par un tissu de coton. Il réalise durant le mois d'août 1890 ses premières photos aériennes par cerf-volant sur plaques de verre à Berck-Plage (Pas-de-Calais). Dès lors, de nombreux « aérophotographes » vont se succéder, faisant de Berck-Plage, le site le plus photographié des airs avant la Première Guerre mondiale.

Berck plage circa 1890
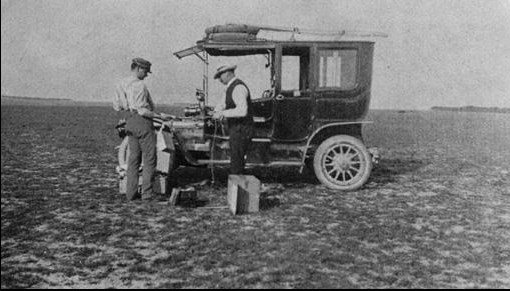
Préparation du cerf-volant

Berck sur mer
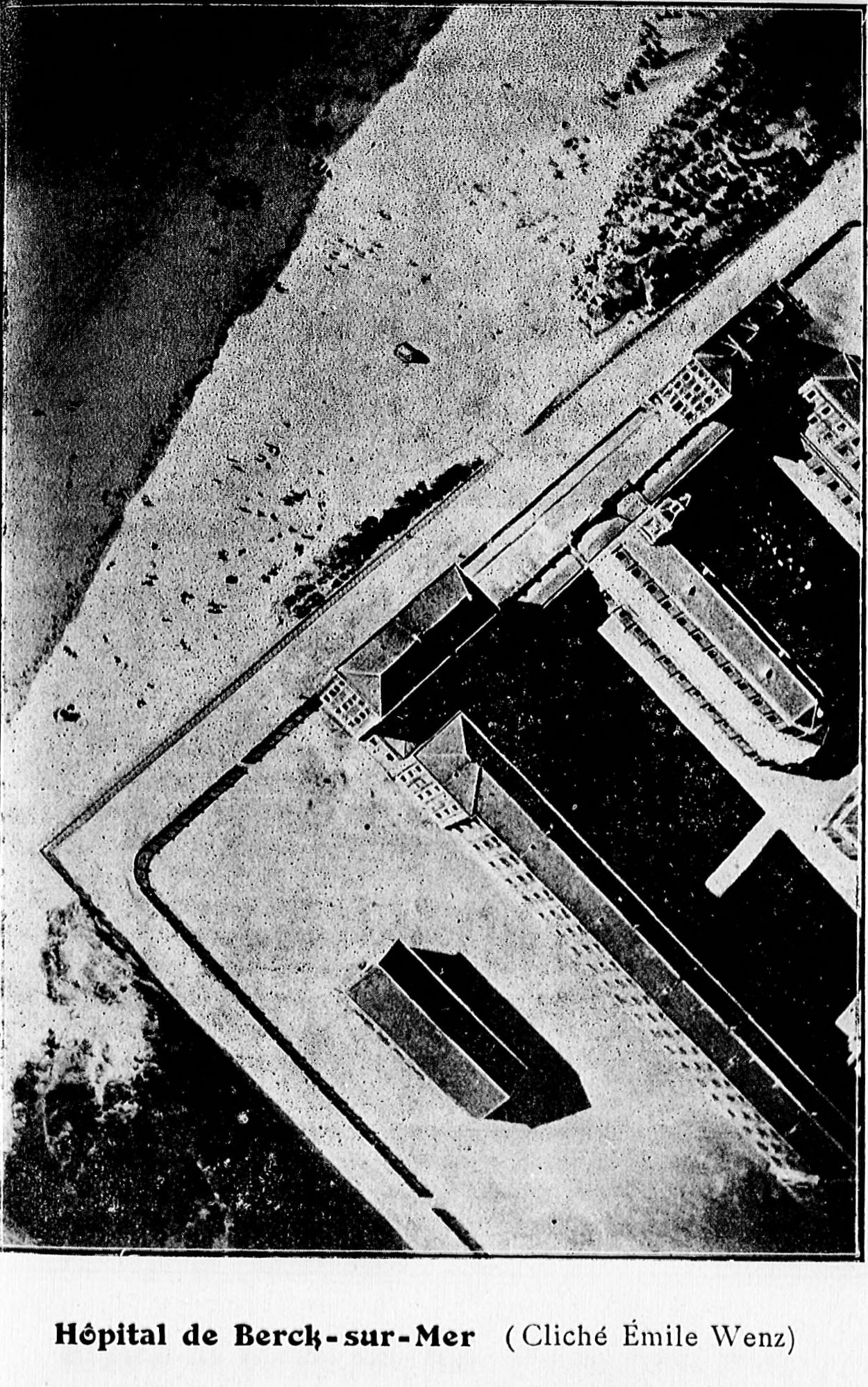
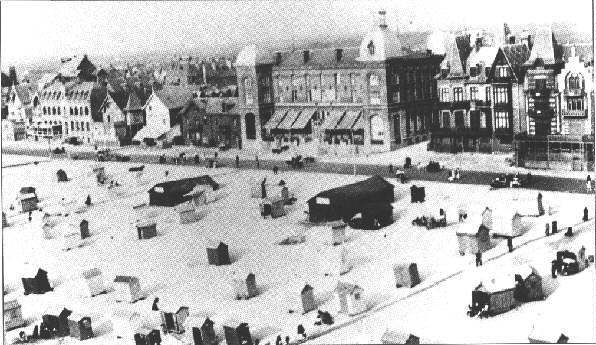
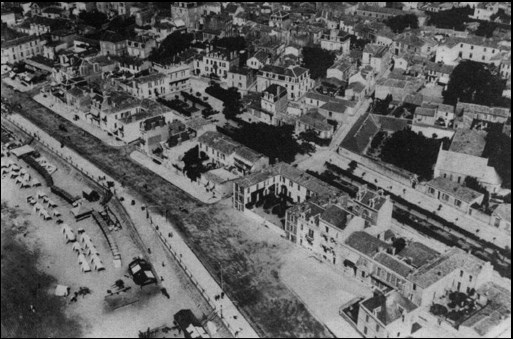
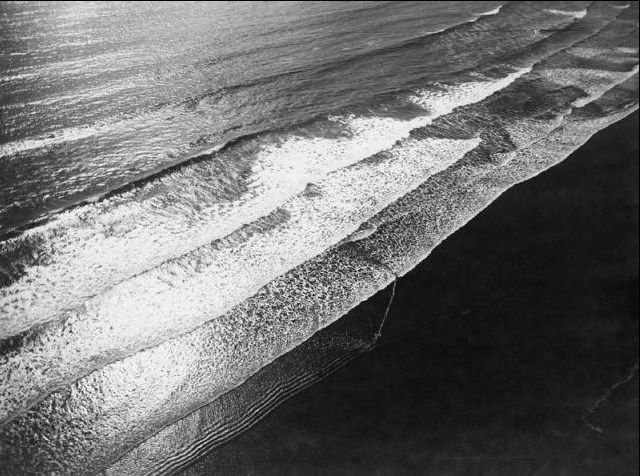

Sables d'Olonne circa 1905
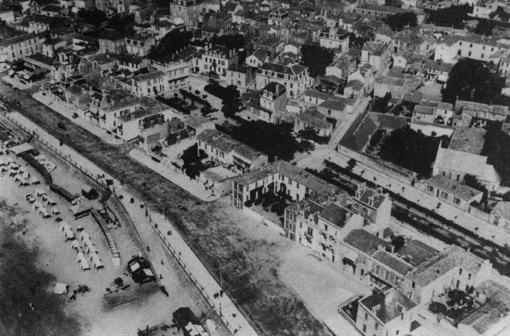
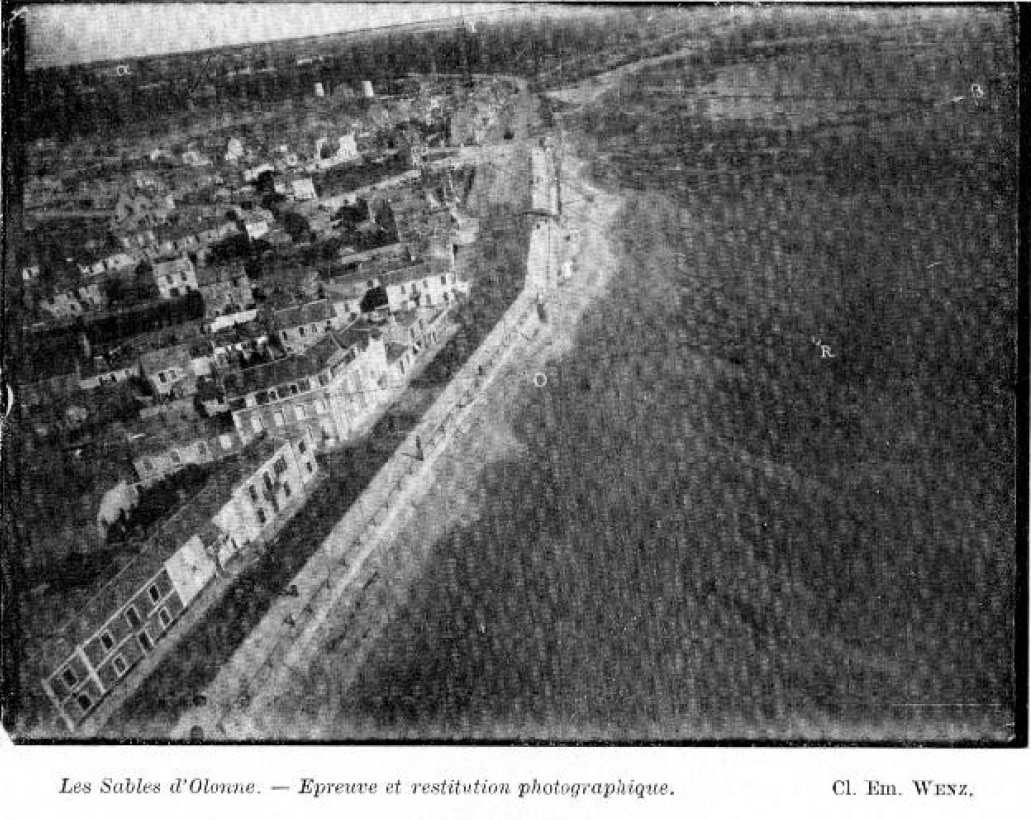

Des archéologues utilisent très rapidement cette méthode. Ainsi au Soudan en 1911 une équipe réalise de nombreux clichés stéréoscopiques sur le site du Jebel Moya à l'aide d'un matériel très sophistiqué pour l'époque. Mais ce sont les militaires qui font rapidement évoluer le matériel. Ainsi, aux États-Unis en 1895, William Abner Eddy réalise, à 300 m d'altitude, des clichés de navires situés à 80 km, bien au-delà de l'horizon visible depuis la terre. La fin de la guerre de 1914-1918 porte une atteinte fatale aux applications scientifiques et militaires du cerf-volant.

## Publications
- Mon Journal, voyage autour du monde 1884-1885, Paris, Plon, 1886.

## Distinctions
- Chevalière de la Légion d'honneur (1927)